# 국민건강보험공단 서울요양원
국민건강보험공단 서울요양원(國民健康保險公團 서울療襄院)은 서울특별시 강남구 헌릉로590길 50에 위치한 대한민국의 국립 요양원이다. 운영주체는 보건복지부 산하의 국민건강보험공단이다.

## 개요
2014년 11월 11일 개원하였으며, 대지면적 4,173m2에 지하 1층, 지상 4층 규모로 지어졌다. 2018년 6월 1일, 주.야간보호와 방문요양 등의 재가급여 시설인 국민건강보험공단 서울요양원 재가복지센터를 부설로 개원하였다. 요양원 시설은 150명이 입소할 수 있으며, 주․야간보호 시설은 40명이 이용 가능하다. 국민건강보험공단에 등록된 해당 시설의 장기요양기관기호는 서울요양원이 11168000175, 재가복지센터가 21168000177이다.
2008년 '노인장기요양보험제도'가 대한민국에 도입된 이례로 낮은 서비스 질 문제가 꾸준히 지적되어왔다. 이에 보험자인 공단이 직접 운영함으로써 노인장기요양보험 서비스의 표준 모델을 제시해, 보험 서비스 전체에 수준 향상을 꾀하고자자 하였다. 직접 운영 경험을 활용해 표준 서비스와 적정수가를 개발한다는 계획이다.
2017년 6월 2일, '찾아가는 대통령' 행사의 3번째 방문지로 이곳을 방문한 문재인 대통령은 '치매, 이제 국가가 책임지겠습니다'라는 이름으로 행사를 하였다. 여기에는 정진엽 보건복지부 장관, 양승조 국회 보건복지위원장, 장하성 청와대 정책실장, 전병헌 청와대 정무수석 등이 함께 참석하였다. 문재인은 치매환자 보호자와 요양시설 종사자들과 간담회를 가지며, '치매 국가책임제' 추진 계획을 밝혔다.

## 같이 보기
- 국민건강보험공단
  - 국민건강보험 일산병원